# Омойканэ
Омойканэ (яп. 思兼) — в синтоизме — ками, мужское божество японской мифологии. Омойканэ носит имя  (яп.  Ягокоро-Омойканэ-но микото) и  (яп.  Токё-Омойканэ-но ками) в Кодзики. Считается богом разума и мудрости. Французский юрист и японист, Мишель Ревон называет его богом хитрости. Является сыном бога Такамимусуби.
Божество, объединяющее мысли, божество мудрости или доброго совета, способное удерживать много мыслей одновременно или объединять в одном уме умственные способности многих людей. Омойканэ олицетворяет своего рода коллективное мышление, божественный мозговой штурм, причину, по которой его всегда зовут помочь. Например, именно он придумал план выманить Аматерасу из небесной пещеры Ама-но Ивато, где она некоторое время скрывалась, в результате чего мир небесный и земной погрузился во тьму. Его ответы всегда категоричны, но не всегда мудры, и именно это заставляет Мишеля Ревона говорить, что он бог хитрости. Действительно, боги спрашивают у Омойканэ совета 5 раз.
Позже Омойканэ становится частью мифа Тэнсон корин. Мифа о схождении с Такамагахары в Асихара-но Накацукуни богов и регалий японских императоров переданных Аматэрасой, её внуку Ниниги но Микото.